# صوفان صخري
الصُّوقان الصخري أوالمَطَى أو طعام الأرنب أو القَديح أو القَذَى أو المُطيع هو نوع شجيري من جنس الصوفان في الفصيلة النجمية.

## الموئل والانتشار
ينتشر واطنا في معظم مناطق حوض البحر الأبيض المتوسط وحوض البحر الأسود بما فيها بلاد الشام ووادي النيل والمغرب العربي.

## الوصف النباتي
للنبات شكل نمو ذاتي الدعم وأوراق بسيطة وعريضة وثمار جافة. يمكن للواحدة منها النمو إلى 0.25 م.